# 皇化县
皇化县，中国古县名。
隋朝开皇十一年（591年）置，治所在今广西壮族自治区桂平市东北大湟江口。属尹州。大业（605年—618年）初年废。唐朝初年，复置，属浔州。北宋开宝五年（972年）废入桂平县。